# Lista de filmes portugueses de 1936
Lista de filmes portugueses de longa-metragem lançados comercialmente em Portugal em 1936, nas salas de cinema.
Notas: Na secção coprodução, passando o cursor sobre a bandeira aparecerá o nome do país correspondente.
| # | Filme                    | Realização            | Género           | Estreia       | Coprodução |
| - | ------------------------ | --------------------- | ---------------- | ------------- | ---------- |
| 1 | Bocage                   | José Leitão de Barros | Drama, biografia | 1 de dezembro | —          |
| 2 | O Trevo de Quatro Folhas | Chianca de Garcia     | Comédia, musical | 1 de junho    | —          |